# Elaphria aphronistes
Elaphria aphronistes är en fjärilsart som beskrevs av Dyar 1920. Elaphria aphronistes ingår i släktet Elaphria och familjen nattflyn. Inga underarter finns listade i Catalogue of Life.